# Mesomelena mesomelaena
Mesomelena mesomelaena är en tvåvingeart som först beskrevs av Friedrich Hermann Loew 1848.  Mesomelena mesomelaena ingår i släktet Mesomelena och familjen köttflugor.
Artens utbredningsområde är Ungern. Inga underarter finns listade i Catalogue of Life.